# Bruno Rainaldi
Bruno Rainaldi (9 giugno 1952 – 24 febbraio 2011) è stato un designer italiano, vincitore del compasso d'oro nel 2004 con la libreria Ptolomeo.